# Denise A. Aubertin
Denise A. Aubertin (Boulogne-Billancourt, mayo de 1933) es una artista francesa. Vive y trabaja en París.

## Datos biográficos
Denise A. Aubertin comenzó a trabajar los libros en 1969 después de descubrir los libros de artistas del letrista Gil Wolman, de Tom Phillips y las obras realizadas a partir de alimentos de Dieter Roth

## Los libros impublicables
Estas obras son realizadas con libros, álbumes de música o periódicos como soporte. Ofrecen otra manera de escribir un libro. Añadiendo fotos, imágenes, bocadillos, trozos de texto que la artista se apropia, estos libros cuentan otra historia a través de los propios escritos de la artista, fragmentados y mezclados. Las manchas de vino, café, quemaduras de cigarrillos, suciedad, participan del efecto plástico debido a la introducción de materiales, restos y residuos.

## Los libros cocidos
En 1974, Denise Aubertin produjo su primer libro cocinado (al horno). Cubierto con harina, con diferentes ingredientes de cocina (sal, pimienta, hierbas, especias, arroz ...), estos pasteles no comestibles, abren el mundo de lo insólito y lo maravilloso.

"Empecé a esculpir los libros. Froté los libros abiertos en el barro del balcón, los dejé pasar la noche bajo la lluvia y el viento, los dejé reposar en la cocina, cerca de la estufa, para ser rociados con grasa, entonces, manchadas las páginas de una "suciedad simbólica", escribí mi diario. con la ayuda de imágenes que me apropié. Al poco tiempo, tuve que encontrar una solución a un medio de expresión muy personal."
Denise A. Aubertin